# 栗山千明
栗山 千明（くりやま ちあき、1984年〈昭和59年〉10月10日 - ）は、日本の女優、モデル、歌手。本名同じ。
茨城県土浦市出身。日本音楽高等学校卒業。所属事務所はスペースクラフト（2020年まで）→フリー。

## 来歴
1989年、5歳の時に母親から芸能事務所に入所。「ピチレモン」「ニコラ」など、ティーン誌でのファッションモデルとして活動。
1997年、篠山紀信撮影の写真集『神話少女〜栗山千明〜』を新潮社より出版。身長が思ったほど伸びなかったため、女優に転身することを決意。
1999年、第1回ミス東京ウォーカーを受賞。映画『死国』にて女優デビュー。
2000年、映画『バトル・ロワイアル』に出演。
2003年、『バトル・ロワイアル』での演技がクエンティン・タランティーノの目に留まり『キル・ビル Vol.1』に出演し、ハリウッドデビューを果たす。
本作への出演により、『ニューヨーク・タイムズ・マガジン』で「Great Performers 2003」の1人として紹介され、ユマ・サーマンとの戦闘シーンが『The MTV Movie Awards 2004』で「Best Fight賞」を受賞し、女優として世界的に認知される様になる。
2004年、『下弦の月〜ラスト・クォーター』で映画初主演。
2005年、資生堂「MAQuillAGE（マキアージュ）」の広告に起用される。スティーヴン・セガール主演の映画『イントゥ・ザ・サン』のアヤコ役で出演。
2006年、「第3回The Beauty Week Award 2006の女優のロングヘア部門」を受賞。
2007年、映画『エクステ』主演。連続ドラマ『ハゲタカ』（NHK）、『特急田中3号』（TBS）に出演。10月1日、「第7回ベストレザーニスト賞」を受賞。11月、2007年度のベストドレッサー賞を受賞。
2010年2月、OVA作品『機動戦士ガンダムUC』（episode1）の主題歌である『流星のナミダ』で歌手デビュー。香港の有力ラジオ局「RTHK」のJ-POPウィークリーチャートにて1位を獲得、アメリカのMTV Iggyでは大特集が組まれた。
2010年、11月14日、さいたまスーパーアリーナで開催された「第45回マーチングバンド・バトントワーリング関東大会」にゲスト出演し、「可能性ガール」を披露。これが栗山自身初ライブとなった。
2011年2月12日、渋谷AXで開催された「Winter'11 バレンタインスペシャルライブ supported by Ghana」にスペシャルゲストとして出演。「コールドフィンガーガール」と「決定的三分間」の2曲を披露した。
2011年10月、『秘密諜報員 エリカ』（読売テレビ）でテレビドラマ単独初主演、主題歌も担当。『塚原卜伝』（NHK BSプレミアム・BS時代劇）にヒロイン役で出演。NHK朝の連続テレビ小説『カーネーション』に出演。3本の出演ドラマが同時期に放映されることになる。
2012年10月20日より全国公開される『エクスペンダブルズ2』においてハリウッド映画声優に初挑戦する。
2013年、『ATARU』（TBS）の蛯名舞子役で雑誌『TVnavi』の読者が選ぶ「ドラマ・オブ・ザ・イヤー2012」の最優秀助演女優賞を受賞。
2014年3月、「アジア・フィルム・アワード（AFA） 特別セレモニー」にて「アジア・ライジング・スター賞」を受賞。
2015年8月25日、雨に濡れたフロアで転倒して右足を複雑骨折。全治2か月と診断され、翌26日に手術を受ける。10月10日、『図書館戦争-THE LAST MISSION-』の舞台あいさつで、骨折後初めて公の場に姿を見せた。
2020年3月23日、公式Twitter（現：X）を開設。所属事務所のスペースクラフト・エンタテインメントを退社して独立することを発表した。
2022年、金沢市で行われた金沢百万石まつりでまつ役を演じた。しかし例年と違い写真撮影の規制が行われたことや、栗山が常に日傘を差していたことなどが批判を呼び、栗山と市長が謝罪する事態に発展した。
同年からはドラマ『晩酌の流儀』に晩酌に命をかける女・伊澤美幸役で主演。2025年までに4シーズン放映され、第4シーズンは2クールに渡り放送されるなど人気を博す。

## 人物・エピソード
インドア派で、趣味はアニメ、ゲーム、少年漫画、読書など。『AKIRA』などのフィギュア収集をしている。きっかけとなったのは、『新世紀エヴァンゲリオン』。同作の登場人物・綾波レイが理想の女性であり、渚カヲルが理想の男性であると公言している。声優の林原めぐみと石田彰のファンでもある。最近では『侵略!イカ娘』や『夏目友人帳』がお気に入りである。
ガンダムシリーズのファン。見始めたきっかけは小学校低学年の頃に、それまで会話のきっかけがつかめなかった11歳年上の兄とレーザーディスクでガンダムを一緒に見て「ガンダムの話題なら会話できる」と感じたため。なお、千明と名付けたのは兄である。
その後、アニメ『機動戦士ガンダムUC』の主題歌歌手として起用された。その際、それを記念してオーストラリアのスプリングブルック天文台が販売したユニコーン座の星の命名権を贈られ、「CHiAKi KURiYAMA星」と名づけると発表。
漫画『GANTZ』のファンで、作者の奥浩哉と対談した際には作品中の黒いスーツ姿で登場した。その際、作中に自分も出して欲しいと懇願し、黒髪の女（あだ名：きるびる）のモデルとなった。実写で撮ることがあるなら是非出演したいとも語っている。
好きなアーティストは、マイ・ケミカル・ロマンス、宇多田ヒカル、椎名林檎、アヴリル・ラヴィーン、L'Arc〜en〜Ciel、UVERworld、安室奈美恵など。特に、UVERworldに関してはファンとも発言しており、彼らの特別番組のナレーションを担当したことがある。
好きなブランドはヴィヴィアン・ウエストウッド。
特技は、新体操、バレエ。
入浴にかなりのこだわりを持っており、8時間をかけて入浴をすることもある。
視力は両目2.0である。
長年ロングヘアをトレードマークとしていたが、2023年に主演ドラマ『けむたい姉とずるい妹』（テレビ東京）の役作りのため30年以上ぶりに25センチほどカットした。
Kill Bill Vol.1の監督であるクエンティン・タランティーノとは、たまに連絡を取り合っており、毎回英語を勉強しているか、と聞かれるがあまり上達していない、と語っている。
2024年3月19日に、フジテレビ系「突然ですが占ってもいいですか？　2時間SP」に出演した際、結婚については「諦めているわけではないが、重くて大変そうで、あまり憧れがないかも」と述べた。

## 出演

### 映画
- トイレの花子さん（1995年） - 女子児童 役
- GONIN（1995年） - 荻原昌平の娘 役
- 死国（1999年） - 日浦莎代里 役
- 仮面学園（2000年） - 堂島レイカ 役
- バトル・ロワイアル（2000年） - 千草貴子 役
- バトル・ロワイアル 特別篇（2001年） - 千草貴子 役
- キル・ビル Vol.1（2003年） - GOGO夕張 役
- いつかA列車に乗って（2003年） - 野口ユキ 役
- 下弦の月〜ラスト・クォーター（2004年） - 望月美月 役（主演）
- あずみ2 Death or Love（2005年） - こずえ 役
- 妖怪大戦争（2005年） - 鳥刺し妖女アギ 役
- Into the Sun（2005年） - アヤコ 役
- スクラップ・ヘブン（2005年） - 藤村サキ 役（ヒロイン）
- 木更津キャッツアイ ワールドシリーズ（2006年） - 杉本文子 役
- エクステ（2007年） - 水島優子 役（主演）
- 天狗外伝（2007年）（主演）
- KIDS（2008年） - シホ 役（ヒロイン）
- GSワンダーランド（2008年） - 大野ミク 役（主演）
- 小森生活向上クラブ（2008年） - 及川静枝 役（ヒロイン）
- 鴨川ホルモー（2009年） - 楠木ふみ 役（ヒロイン）
- ハゲタカ（2009年） - 三島由香 役（ヒロイン）
- NECK（2010年） - 赤坂英子 役（特別出演）
- ゴーストライターホテル（2012年） - 内海尚子 役（特別出演）
- 劇場版SPECシリーズ - 青池里子 役
  - 劇場版 SPEC〜天〜（2012年）
  - 劇場版 SPEC〜結〜 漸ノ篇/爻ノ篇（2013年）
- 図書館戦争シリーズ - 柴崎麻子 役（特別出演）
  - 図書館戦争（2013年）
  - 図書館戦争-THE LAST MISSION-（2015年）
- 劇場版 ATARU THE FIRST LOVE & THE LAST KILL（2013年） - 蛯名舞子 役（ヒロイン）[31]
- チーム・バチスタFINAL ケルベロスの肖像（2014年） - 桜宮すみれ 役[32]
- 種まく旅人 くにうみの郷（2015年） - 神野恵子 役（主演）[33]
- 秘密 THE TOP SECRET（2016年） - 三好雪子 役[34]
- 無限の住人（2017年） - 百琳 役[35]
- チワワちゃん（2019年） - ユーコ 役[36]
- 種まく旅人 華蓮のかがやき（2020年） - 神野恵子 役（主演）[37]
- 鋼の錬金術師 完結編 最後の錬成（2022年） - オリヴィエ・ミラ・アームストロング 役[38]
- 八犬伝（2024年） - 玉梓 役[39]

### テレビドラマ
- パパ・サヴァイバル 第4話（1995年、TBS）
- サイコメトラーEIJI 第2話（1997年、日本テレビ） - ユキ姉ちゃん 役
- なっちゃん家 第1話（1998年、テレビ朝日）
- コワイ童話「親ゆび姫」（1999年、TBS） - 町田冴子 役（主演）
- 氷の世界（1999年、フジテレビ） - 江木塔子（少女期） 役
- キャッチボール日和（1999年、フジテレビ） - 内藤好美 役
- 六番目の小夜子（2000年、NHK） - 津村沙世子 役（鈴木杏とのダブル主演）
- 秘密倶楽部o-daiba.com（2000年 - 2001年、フジテレビ） - 成瀬一美 役
  - 株式会社o-daiba.com〜美少女IT戦士リアルシスターズ（2001年）
  - o-daiba.com外伝 あかね組参上!（2001年）
  - o-daiba.com外伝 ネットDEスタア誕生!（2001年）
  - o-daiba.com外伝 リアルシスターズ京都慕情（2002年）
- らぶちゃっと 第7話（2000年、フジテレビ） - 優希 役
- 御就職 がんばれ!日本のお父さん（2000年、フジテレビ） - 高田千夏 役
- 多重人格探偵サイコ/雨宮一彦の帰還 第3話（2000年、WOWOW） - 藤樹真生 役
- マリア 第2話（2001年、TBS） - 長崎水絵 役
- ハート 第5話、第9話（2001年、NHK）
- R-17 第1話、第2話（2001年、テレビ朝日） - 丸山さおり 役
- 夏少女ウメ子（2001年、BS-i）
- ロシアンタコヤキ（2001年、関西テレビ）
- 京都迷宮案内 第10話（2002年、テレビ朝日）
- みのもんたの人生相談デカ 〜おもいッきりテレビ殺人事件〜（2002年、日本テレビ）
- 女王蜂（2006年、フジテレビ） - 大道寺智子 役
- マキアージュ・ドラマスペシャル ウーマンズ・アイランド〜彼女たちの選択〜（2006年、日本テレビ） - 藤島玲 役
- ドラマW 春、バーニーズで（2006年、WOWOW） - 桜井紗江 役
- カクレカラクリ（2006年、TBS） - 花山果梨 役
- ザ!世界仰天ニュース 緊急特別版〜落ちた偶像 光クラブ事件（2006年、日本テレビ）
- ハゲタカ（2007年、NHK） - 三島由香 役（ヒロイン）
- 特急田中3号（2007年、TBS） - 目黒照美 役（ヒロイン）
- あしたの、喜多善男〜世界一不運な男の、奇跡の11日間〜（2008年、関西テレビ） - 長谷川リカ 役
- ロス:タイム:ライフ 特別編（2008年、フジテレビ） - 黒崎彩香 役
- ドラマW シリウスの道（2008年、WOWOW） - 平野由佳 役
- 浪花の華〜緒方洪庵事件帳〜（2009年1月 - 3月、NHK） - 左近・お左枝 役（ヒロイン）
- 警官の血（2009年、テレビ朝日） - 永見由香 役
- ドラマW その時までサヨナラ（2010年、WOWOW） - 宮前春子 役（ヒロイン）
- デカ007（2010年4月26日、日本テレビ） - 川村小百合 役（ヒロイン）
- 熱海の捜査官（2010年7月 - 9月、テレビ朝日） - 北島紗英 役（ヒロイン）
- 恋する日本語（2011年1月、NHK）
- ドラマW 同期（2011年2月、WOWOW） - 蘇我みちる 役
- リバウンド（2011年4月 - 6月、日本テレビ） - 三村瞳 役
- 塚原卜伝（2011年10月 - 11月、NHK BSプレミアム・BS時代劇） - 塚原真尋 役（ヒロイン）
- 秘密諜報員 エリカ（2011年10月 - 12月、読売テレビ） - 高橋エリカ（湊エリカ） 役（主演）
- カーネーション（2011年10月 - 2012年、NHK） - 吉田奈津 役（少女時代の高須瑠香から引き継ぎ晩年は江波杏子に引き継ぐ）
- ATARU（2012年4月 - 6月、TBS） - 蛯名舞子 役（ヒロイン）
  - ATARU スペシャル〜ニューヨークからの挑戦状!!〜（2013年1月6日）
- 土曜ドラマスペシャル 実験刑事トトリ（2012年11月 - 12月、NHK） - マコリン 役
  - 土曜ドラマ 実験刑事トトリ2（2013年10月 - 11月）
- ドラマW 配達されたい私たち（2013年5月 - 6月、WOWOW） - 岡江有 役（ヒロイン）
- 怪物（2013年6月27日、読売テレビ） - 石川えみ 役（特別出演）
- 死刑台の72時間（2013年11月26日・12月3日、NHK BSプレミアム） - 夏木桐子 役（主演）
- チーム・バチスタ4 螺鈿迷宮（2014年1月 - 3月、関西テレビ） - 桜宮すみれ 役
- アリスの棘（2014年4月 - 6月、TBS） - 星野美羽 役
- 殺人偏差値70（2014年7月2日、日本テレビ） - 西浦佐奈 役
- 金曜ロードSHOW!特別ドラマ Dr.ナースエイド（2014年11月7日、日本テレビ） - 林ことみ 役（ヒロイン）
- 素敵な選TAXI 第6話（2014年11月18日、関西テレビ） - 柴山美空 役
- 狩猟雪姫（2014年11月29日、関西テレビ） - 中西楓 役
- アルジャーノンに花束を（2015年4月 - 6月、TBS） - 望月遥香 役（ヒロイン）
- HEAT（2015年7月 - 9月、関西テレビ・フジテレビ系） - 安住咲良 役（ヒロイン）
- 独眼竜♡花嫁道中（2015年7月29日、NHK BSプレミアム） - 美貴 役（ヒロイン）
- ドラマ特別企画 図書館戦争 BOOK OF MEMORIES（2015年10月5日、TBS） - 柴崎麻子 役（特別出演）
- 新春ワイド時代劇 信長燃ゆ（2016年1月2日、テレビ東京） - 勧修寺晴子 役[40]
- 不機嫌な果実（2016年4月 - 6月、テレビ朝日） - 水越麻也子 役（主演）[41]
  - 不機嫌な果実スペシャル〜3年目の浮気〜（2017年1月6日・13日）[42]
- 金曜ロードSHOW!特別ドラマ ガードセンター24 広域警備指令室（2016年9月16日、日本テレビ） - 安西心 役[43]
- コピーフェイス〜消された私〜（2016年11月 - 12月、NHK総合） - 広沢和花・朝倉芙有子 役（主演）[44]
- でも、結婚したいっ！～BL漫画家のこじらせ婚活記～ （2017年4月4日、フジテレビ） - 藤田ハルコ 役（主演）[45]
- クロスロード～声なきに聞き形なきに見よ～（2017年5月 - 7月、NHK BSプレミアム） - 片山明日子 役[46]
- 検証捜査（2017年7月5日、テレビ東京） - 保井凛 役[47]
- 遺留捜査シリーズ （テレビ朝日） - 神崎莉緒 役（ヒロイン）[48]
  - 遺留捜査 第4シリーズ（2017年7月 - 9月）
  - 遺留捜査 第5シリーズ（2018年7月 - 9月）
  - 遺留捜査 第6シリーズ（2021年1月 - 3月）
  - 遺留捜査 第7シリーズ（2022年7月 - 9月）[49]
  - 遺留捜査 スペシャル（2023年9月21日）[50]
- FINAL CUT（2018年1月 - 3月、関西テレビ・フジテレビ） - 小河原雪子 役（ヒロイン）[51]
- 銀河鉄道999 40周年記念生ドラマ「銀河鉄道999 Galaxy Live Drama」（2018年6月18日、BSスカパー!） - メーテル 役（主演）[52]
- サイレント・ヴォイス 行動心理捜査官・楯岡絵麻（2018年10月 - 12月、BSテレ東） - 楯岡絵麻 役（主演）[53]
  - 特別篇 悪魔の学問（2020年3月7日）[54]
  - Season2（2020年4月 - 5月）[54]
- 24 JAPAN（2020年10月9日 - 2021年3月26日、テレビ朝日） - 水石伊月 役[55]
- ラブコメの掟〜こじらせ女子と年下男子〜（2021年4月8日 - 6月24日、テレビ東京） - 九条瑠璃 役（主演）[56]
- ソロ活女子のススメ 第5話（2021年5月1日、テレビ東京） - 九条瑠璃 役[57]
- 特捜9 第13話（2021年6月30日、テレビ朝日） - 小泉真希 役[58]
- ファイトソング（2022年1月11日 - 3月15日、TBS） - 伊達弓子 役[59]
- ケイ×ヤク-あぶない相棒-（2022年1月13日 - 3月17日、読売テレビ・日本テレビ系） - 央莉音 役[60]
- パンドラの果実科学犯罪捜査ファイル Season1 第5話 -（2022年5月21日 - 、日本テレビ） - 速水真緒 役[61]
- 晩酌の流儀（2022年7月1日 - 8月20日、テレビ東京） - 伊澤美幸 役（主演）[62]
  - 晩酌の流儀 年末スペシャル 〜一年の最後に、最高の一杯を〜（2022年12月31日、テレビ東京）[63]
  - 晩酌の流儀2（2023年7月8日 - 9月23日、テレビ東京）[64]
  - 晩酌の流儀3（2024年6月29日 - 9月21日、テレビ東京）[65]
  - 晩酌の流儀4 〜夏編〜（2025年6月28日 - 、テレビ東京）[66]
- ワタシってサバサバしてるから（2023年1月9日 - 2月9日、NHK総合） - 早乙女京子 役 
  - ワタシってサバサバしてるから2（2025年4月 - 、NHK総合） - 早乙女京子 役
- リエゾン -こどものこころ診療所-（2023年1月20日 - 3月10日、テレビ朝日） - 向山和樹 役[67]
- けむたい姉とずるい妹（2023年10月9日 - 11月27日、テレビ東京） - 東郷じゅん 役（主演）[68]
- 相棒 season22 第1話・第2話（2023年10月18日・25日、テレビ朝日） - 上原阿佐子 役[69]
- 大奥（2024年1月18日 - 3月28日、フジテレビ） - 松島の局 役[70]
- 花咲舞が黙ってない 第3シリーズ 第1話（2024年4月13日、日本テレビ） - 根津京香 役[71]
- 彼女がそれも愛と呼ぶなら（2025年4月3日 - 6月6日、読売テレビ・日本テレビ） - 水野伊麻 役（主演）[72]
- おとなになっても（2025年4月- 、Hulu） - 朱里 役（ヒロイン）[73]
- TOKAGE 警視庁特殊犯捜査係（2025年6月30日、テレビ東京） - 中原明日香 役（ヒロイン）[74]

### テレビアニメ
- エデンズボゥイ（1999年、テレビ東京系） - コニャコ・ペルーシャ 役
- よりぬき銀魂さん（2010年10月4日、テレビ東京系） - エリザベスの中の人 役

### 劇場アニメ
- スカイ・クロラ The Sky Crawlers（2008年） - 三ツ矢碧 役
- Wake up!! TAMALA（2010年） - クロノスケ 役
- ドラゴンエイジ -ブラッドメイジの聖戦-（2012年） - カサンドラ・ペンタガースト 役[75]（主演）

### 吹き替え
- エクスペンダブルズ2（2012年） - マギー・チャン（ユー・ナン） 役
- スター・トレック イントゥ・ダークネス（2013年） - ウフーラ（ゾーイ・サルダナ） 役
- パイレーツ・オブ・カリビアン/最後の海賊（2017年） - カリーナ・スミス（カヤ・スコデラリオ） 役[76]

### ゲーム
- 龍が如く OF THE END（2011年） - 浅木美涼 役
- シャドウ・オブ・ザ・ダムド（2011年） - ポーラ 役
  - シャドウ・オブ・ザ・ダムド：ヘラ・リマスタード（2024年（予定）） - ガルシア・ホットスパー 役
- デスカムトゥルー（2020年） - サチムラアカネ 役

### ドキュメンタリー
- ハイビジョンスペシャル もっと知りたいギリシャ（第4回）神話の島 哲学の海（2004年5月27日、NHK BS-hi）
- NHKスペシャル ケータイ短歌・空飛ぶコトバたち（2005年3月19日、NHK）
- Tokyo美人物語〜本当のキレイを探す旅〜（2005年8月21日、日本テレビ）
- ルーブルからエーゲ海へ 恋するヴィーナス物語（2006年6月17日、日本テレビ） - ナビゲーター
- ビートたけしのエジプトミステリーIV（2007年1月1日、テレビ東京） - レポーター
- 歴史大河バラエティー クイズひらめき偉人伝 日本で一番知られている偉人は誰だ!? SP（2007年4月7日、TBS）
- ETV特集「21世紀を夢見た日々 - 日本SFの50年」（2007年10月21日、NHK） - ナビゲーター
- クローズアップ現代 「村上春樹 "物語"の力」（2009年7月14日、NHK） - 「1Q84」の朗読
- We Love Anime アニメがニッポンを元気にする（2009年8月22 - 23日、CS放送アニマックス） - ナビゲーター
- 情熱大陸（2009年12月13日、毎日放送）
- Master cardスペシャル 日中共同制作 摩天楼の下で舞う歌姫〜比類なきメガ都市へ変貌し続ける上海〜（2010年5月1日、BS朝日） - ナビゲーター
- 夢をかたちにする言葉 〜ロックバンド UVERworld 東京ドームからのメッセージ〜（2011年1月9日、NHK総合） - ナレーション
- 非破壊検査PRESENTS「お江戸ミステリー 家康が最も怖れた仕掛人」（2011年1月23日、日本テレビ） - ナビゲーター
- 栗山千明のタンゴカフェ（2012年2月 - 3月、NHK BSプレミアム）
- 心の都へスペシャル― 千年の都 美の旅人（2012年2月19日 - 、日本テレビ） - 旅人
- 栗山千明 愛と官能のタンゴ〜ブエノスアイレスの想い出〜（2012年3月14日（前編）、3月21日（後編）、NHK BSプレミアム）
- ザ・ノンフィクション特別企画 天使の水と悪魔の泥（シルト）（2012年8月19日、フジテレビ） - ナビゲーター
- 暮らしのレシピSpecial 栗山千明のマレーシア・マラッカ 新しい自分に出会う旅（2013年3月16日、TBS）
- 幻解!超常ファイル ダークサイド・ミステリー（2013年4月24日 - 、NHK BSプレミアム / 2014年4月5日 - 2015年3月28日、NHK） - ナビゲーター
- 皇室の宝（2014年1月1日・2014年1月2日、NHK-BSプレミアム） - 宮崎京子 役 ※ドラマ部分（主演）
- NHKスペシャル 祇園祭〜至宝に秘められた謎〜（2014年7月23日、NHK総合） - ミステリーハンター
- SWITCHインタビュー 達人達（2014年12月27日、NHK教育テレビ）
- ダークサイド・ミステリー（2019年4月4日 - 、NHK BSプレミアム） - ナビゲーター

### その他のテレビ番組
- ジャングルブック（2002年1月15日・1月22日、テレビ朝日）
- NHK青春メッセージ'04（2003年12月23日・2004年1月12日、NHK） - オープニング（タイトルバック写真）
- 第57回カンヌ映画祭開会式・授賞式 記者発表会（2004年04月28日、ムービープラス） - トークセッションゲスト
- トップランナー（2004年10月10日、NHK教育）
- Club AT-X（2004年10月31日、アニメシアターX） - 奥浩哉との対談
- 小悪魔ドクショ 〜文学で恋をつかまえる方法〜（2010年1月7日、日本テレビ） - MC
- NHKミニミニ映像大賞（2010年12月18日、NHK総合） - 審査員
- 汐留ギャラリーハウス（2011年4月5日、日本テレビ） - MC
- サントリー1万人の第九（2015年12月23日、TBS） - ナビゲーター[77]
- やりすぎ都市伝説（2023年7月21日、テレビ東京）

### ナレーション
- おやすみまでの方程式（2014年10月3日 - 、日本テレビ）

### 携帯ドラマ
- au LISMOオリジナルドラマ「土俵際のアリア」（2009年7月13日 - 、全4話、山下敦弘監督） - 主演・古賀幸子 役[78]

### CM
- タカラ
  - 「シーメッセ ルシール 電子手帳」（1995年）
- ソニー
  - 「ハンディカム」（1995年）
- 日産自動車
  - 「ステージア」（1996年）
  - 「なるほど日産エコカー!体感キャンペーン」
    - 体感CP アイドリングストップ 篇（2011年1月 - ）
- NTT（1997年 - 1998年）
  - 「わくわく新生活フェア」（1997年）
- ユニクロ（1997年 - ）
  - 「ブラトップ」
    - 栗山千明 篇（2009年）
- JAバンク - 三重イメージガール（1998年 - ）[79]
  - JA三重信連
    - JAサマーバンクキャンペーン（1998年）
    - 寝起き 篇（1998年）
    - ピース 篇（2000年）
    - あなたが過ごす場所にいます。 篇（2000年）

  - 東海県下JAバンク
    - サマーバンクキャンペーン2000（2000年）

  - JAバンク三重
    - JAバンクマイカーローンキャンペーン（2006年6月 - ）
    - JAバンクサマーキャンペーン（2007年6月 - ）
    - 三重県下JAバンク（2007年6月 - ）
    - JA住宅ローン （2008年 - ）
- 大塚ベバレジ
  - 「十萌茶」（1999年）
- 日清食品
  - 「ごんぶと」（1999 - 2000年）
- ファンケル
  - 「洗顔美人」（2000年）
- ロッテ
  - 「紗々 ふんわり紗々苺」（2001年）
- ブルボン
  - 「牛乳でおいしくつめたいココア」（2002年）
  - 「ショコラdeショコラ・いちごdeショート」（2002年）
- ソニー・ミュージック
  - EPIC25〜はじまりはひとつの歌（2002年）
- 森永乳業
  - 「アロエヨーグルト」
    - 「早口言葉・公園編」（首都圏）（2005年4月10日 - ）
    - 「早口言葉・パウダールーム編」（2005年5月10日 - ）

  - 「アロエステ」（2016年）[80]
- ギャドバリー・ジャパン
  - 「クロレッツ」
    - ESCALATOR 篇（2005年 - ）
- パナソニック モバイルコミュニケーションズ [81]
  - 「P901iS」「P902i」「P902iS」「P903i」「P903iX」「P904i」
    - ボクササイズ 篇（2005年12月23日 - ）
    - リズムシンクロ 篇（2006年6月 - ）
    - MUSIC DIVE 篇（2006年11月6日 - ）
- 資生堂
  - 「MAQuillAGE」（2005年8月 - 2008年12月）[7]
    - 風を感じて 篇（2005年）
    - それは唇から 篇（2005年）
    - この世のハル 篇（2006年2月 - ）
    - 肌のハル 篇（2006年）
    - デザインフェイスカラーズ 「パウダールーム」 篇（2006年11月21日 - ）
    - 「シアークライマックスルージュ20」 栗山さん遠回り、しよ。 篇（2007年1月 - ）
    - クオリティ・夏 篇（2007年5月 - ）
    - 「クリスタライジングリップコンパクト」ドレスコードは、唇。 篇（2007年11月 - ）
    - 08 AUTUMN MODE MIX 篇（2008年7月 - ）
    - ACTIVE MIX 栗山さん 篇（2008年7月 - ）

  - 「UNO」[82]
    - オーリースタイリング 篇（2008年3月4日 - ）
- 公共広告機構（現在のACジャパン）
  - 「命の大切さ」（2005年7月 - 2006年6月）
- 日本コカ・コーラ
  - 「爽健美茶」（2006年5月）
    - 新・爽健美茶 キレイな人・バレエ 篇
- 江崎グリコ
  - 「和ごころ」（2007年9月 - ）[83]
    - 奥座敷編
    - 新発売編
- モンブランジャパン - ジュエリーイメージキャラクター
- アサヒ飲料
  - 「香る緑茶 いぶき」
    - いぶき 実感 篇（2009年2月10日 - ）
- カプコン
  - Xbox 360「バイオハザード5」
    - タレント 篇（2009年2月20日 - ）
- ケンタッキーフライドチキン
  - カリカリ衣の旨だれチキン
    - こんなチキンにタレがした 篇（2009年）
- デジタルメディアマート
  - 「DVD レンタル」
  - 「DMM.TV for Blu-ray Disc」
- 日本エイサー
  - 「AS1410シリーズ」
    - 女優の才能 篇（2010年）
- JINS
  - 「Air frame」シリーズ第3弾（2010年9月17日 - ）
    - 軽い女 予告 篇
    - JINS NEW Airframe 2010秋 15秒篇
    - JINS NEW Airframe 2010秋 64秒篇 （web限定公開）
- サッポロビール
  - 「麦とホップ」
- ハウス食品
  - 「こくまろカレー」
    - あめたまアップこくアップ 篇（2011年2月21日 - ）
- 任天堂
  - Wii「ゼルダの伝説 スカイウォードソード」（2011年11月 - ）
- イオンモール（2012年2月 - ）
- サントリー
  - 「まるで梅酒なノンアルコール」（2012年4月1日 - ）
    - 茶屋の娘がテンテケテン 篇
- SYOSS[84]
  - 「シャンプー＆コンディショナー」
    - 新・SYOSS ヘアケア 篇（2012年4月5日 - ）
- LION
  - 「香りとデオドラントのソフラン アロマリッチ」
    - アロマリッチベアー 篇（2012年9月19日 - ）[85][86]
    - チケット 篇（2012年9月19日 - ）[85][86]
    - ベリータルト 篇（2013年）
    - パリでシェー 篇（2013年）
    - 彼氏のお母様 篇（2014年）[注 4]
    - デートにお母様 篇（2014年）[注 4]

  - 「足すっきりシート 休足時間」
    - 休足したい 篇（2014年7月 - ）
- 全薬工業
  - 「ジキニンIP」[87]
    - 効き目の一撃 篇 （2012年9月21日 - ）[88]
    - 光の2球 篇（2013年9月21日 - ）[89]
    - 巨大な石像 篇（2014年9月22日 - ）[90]
- コナミデジタルエンタテインメント
  - GREE「ドラゴンコレクション」
    - 1対1バトル 篇（2012年11月30日 - ）
    - ボスバトル 篇（2012年11月30日 - ）
- スズキ
  - 「ワゴンRスティングレー」（2013年12月 - ）[91]
    - 万華鏡ドライブ 篇
- マンダム
  - 「ギャツビー ヘアジャム」（2014年3月30日 - ）
    - しらばっくれる男 篇
    - ベタつかず 篇（web限定公開）

  - 「ギャツビー ボディペーパー」（2014年3月30日 - ）
    - 冷や汗オサレ星人 篇
    - たとえるなら 篇 （web限定公開）

  - 「ギャツビー デオドラント」（2015年3月22日 - ）
    - ニオイをかぐオサレ星人 篇
    - イメージアップ 篇 （web限定公開）
- セガネットワークス
  - 「ぷよぷよ!!クエスト」
    - ココロもカラフル 篇（2014年4月23日 - ） [92]
- キリンビール
  - 「のごどしSTRONG」（2018年4月17日 - ）[93]
- BookLive
  - 「BookLive!コミック」（2018年4月27日 - ）[94]
- アルマード
  - 「チェルラー ホワイト ブライトセラム」（2024年4月10日 - ）[95]

### 舞台
- 道元の冒険（2008年7月7日 - 28日、Bunkamura シアターコクーン）[96]
- コースト・オブ・ユートピア（2009年9月12日 - 10月4日、Bunkamura シアターコクーン） - ナターシャ・オガリョーフ 役[97]
- ミッドナイト・イン・バリ（2017年9月15日 - 29日、シアタークリエ） - 加賀美幸子 役[98][99]
- 十二番目の天使（2019年3月16日 - 4月4日、シアタークリエ）[100]

### インターネット
- 赤い鼻緒の下駄（2003年、角川書店・東映・NTT）
- MAIL（2004年、角川映画・ジャパンデジタルコンテンツ） - 美琴 役
- 高速ティーチャーチアキ先生（2007年、P903iX P-Theater） - チアキ先生 役
- 婚外恋愛に似たもの（2018年、dTV） - 主演・桜井美佐代 役[101]
- モモウメ（2021年、Hulu） - おしゃクソ姉さん 役

### ラジオ
- JA BANK Presents MUSIC of my heart（2003年10月13日・2004年9月20日、FM三重） - 番組アシスタント
- SCHOOL OF LOCK!（TOKYO FM）
  - GIRLS LOCKS!（2005年10月 - 2006年9月） - 毎月第4週目担当
  - GIRLS LOCKS! SUNDAY（2006年10月 - 2007年3月） - 毎週日曜日
  - GIRLS LOCKS! FRIDAY（2007年4月 - 2010年9月） - 毎週金曜日
  - 生放送教室（2010年2月23日・2010年12月21日・2011年3月16日・2011年11月23日）
- 岡田惠和 今宵、ロックバーで〜ドラマな人々の音楽談義〜　第248回（2017年8月26日、NHK-FM）[102]
- 生誕90周年記念特番　手塚治虫の伝言（2018年12月27日、文化放送） - メインパーソナリティ、インタビュアー[103]

ラジオドラマ・朗読
- SUNTORY THEATER ZERO-HOUR 「バグダッドのモモ」（2005年1月31日 - 2月4日、J-WAVE） - 朗読
- FMシアター（NHK-FM）
  - 「オッサンとワタシ」（2006年7月8日） - 恵 役[104]
  - 「空に近いアクアリウム」（2010年2月20日） - 希 役[105]
  - 「コール ～闇からの声～」（2010年6月5日） - ケースワーカー 役[105]
  - 「コンビニ人間」（2019年11月30日） -  古倉恵子 役[106]
- RADIO DRAGON 「NECK a story」（2010年6月7日 - 28日、TOKYO FM） - 朗読[107]

## 出版

### 雑誌
- ピチレモン（ - 2001年、学習研究社） - モデル時代
- nicola（ - 2001年、新潮社） - モデル時代
- 東京ウォーカー（1999年、角川書店） - モデル時代。第1回ミス東京ウォーカー、グランプリに選ばれる。
- FLYING POSTMAN PRESS（2011年2月20日発行号・2011年3月20日号） - コラム掲載

### 海外広告・主な雑誌
- 『The Face』（イギリス）
- 『TRACE』（イギリス）
- 『Nylon』（アメリカ）
- 『iD-magazine』（イギリス）
- 『ECKO』アーバンウェアブランド（アメリカ）
- 『SKECHERS』シューズブランド（アメリカ）
- 『Equinox』ハイラックスフィットネスクラブ（アメリカ）
- 『Eckored』カジュアルブランド（アメリカ）
- 『izzue』カジュアルブランド（東南アジア） - 2006年秋冬イメージキャラクター

### 写真集
- 『Namaiki!』（1996年、篠山紀信撮影、新潮社） - 絶版
- 『天使』（1996年、川本満雄撮影、小学館） - 絶版
- 『神話少女〜栗山千明〜』（1997年、篠山紀信撮影、新潮社） - 絶版[注 5]
- 『少女館』（1997年、篠山紀信撮影、新潮社） - 絶版
- 『栗山千明ACCESS BOOK「死国」の千明、素顔の千明』（1999年、角川書店） - 絶版
- 『映画 バトル・ロワイヤル写真集』（2000年、ワニブックス） - 絶版
- 『トレーディングカードマガジン GENICA vol.15』（2001年、河野英喜撮影、東京ニュース通信社） - 絶版
- 『digi+Girls kishin NO.4 栗山 千明』（2004年、篠山紀信撮影、朝日出版社） - 絶版
- 『20歳のメモリアル「プリンセス」栗山千明×蜷川実花』（2004年、蜷川実花撮影、講談社） - 絶版
- 『羽化 -Emergence』（2014年、笠井爾示撮影、朝日出版社）

### 書籍
- ティーンズサイト大冒険（2001年、勁文社） - 絶版
- SCHOOL OF LOCK! DAYS/TOKYO（2006年、TOKYO FM出版）

### ビデオ・DVD
- 『天使 angels』（1996年・1997年、パイオニアLDC）
- 『死国にて…栗山千明』（1996年、角川書店）
- 『呪怨』（2000年、東映） - 田村瑞穂 役
- 『digi+KISHIN DVD 栗山千明』（2004年、篠山紀信撮影、小学館）

### その他
- 『小六チャレンジ4月号付録 算数パワーアップシリーズ 算数ラクラクビデオ 「見るだけでわかる 6年算数のツボ」』（1996年頃、進研ゼミ小学講座）
- COMIC CUE Volume9（2000年11月、イースト・プレス） - 貞本義行、本谷有希子との鼎談
- 龍が如く OF THE END（2011年、SEGA） - 浅木美涼 役（声）
- シャドウ オブ ザ ダムド（2011年、エレクトロニック・アーツ） - ポーラ ウェリントン 役（声）

## ディスコグラフィ

### シングル
| 枚                   | 発売日         | タイトル                  | 規格品番     | 最高位 | プロデューサー |
| -------------------- | -------------- | ------------------------- | ------------ | ------ | -------------- |
| CHiAKi KURiYAMA 名義 |                |                           |              |        |                |
| 1                    | 2010年2月24日  | 流星のナミダ              | DFCL-1622    | 11位   |                |
| 栗山千明 名義        |                |                           |              |        |                |
| 2                    | 2010年11月17日 | 可能性ガール              | DFCL-1708    | 30位   | 布袋寅泰       |
| 3                    | 2011年1月26日  | コールドフィンガーガール  | DFCL-1732    | 39位   | 浅井健一       |
| 4                    | 2011年3月2日   | おいしい季節/決定的三分間 | DFCL-1759/60 | 37位   | 椎名林檎       |
| 5                    | 2011年11月23日 | 月夜の肖像                | DFCL-1814    | 62位   | 椎名林檎       |
| 6                    | 2013年4月24日  | とよす☆ルシフェリン       | DFCL-2002    | 109位  | 滝善充         |
| 7                    | 2013年10月23日 | 0                         | DFCL-2040/41 | 111位  | la la larks    |
| 配信限定             | 2014年10月1日  | Dilemma                   |              |        |                |

### アルバム
| 枚 | 発売日        | タイトル              | 規格品番                 | 最高位 |
| -- | ------------- | --------------------- | ------------------------ | ------ |
| 1  | 2011年3月16日 | CIRCUS                | DFCL-1761/1762 DFCL-1763 | 19位   |
| 1  | 2012年1月11日 | CIRCUS Deluxe Edition | DFCL-1825 DFCL-1826/1827 |        |

### タイアップ
| 曲名                     | タイアップ                                     |
| ------------------------ | ---------------------------------------------- |
| 流星のナミダ             | OVA『機動戦士ガンダムUC』episode 1主題歌       |
| 可能性ガール             | TVアニメ『よりぬき銀魂さん』オープニング主題歌 |
| コールドフィンガーガール | TVアニメ『レベルE』オープニング主題歌          |
| 月夜の肖像               | TVドラマ『秘密諜報員 エリカ』主題歌            |
| 0                        | 全薬工業「ジキニンIP」効き目の一撃篇CMソング   |
| voice                    | 全薬工業「ジキニンIP」光の2球篇CMソング        |
| Dilemma                  | 全薬工業「ジキニンIP」巨大な石像篇CMソング     |

### 参加作品
| 発売日         | タイトル                                         | 備考 |
| -------------- | ------------------------------------------------ | --- |
| 2008年11月1日  | 海岸線のホテル/あなたのフリをして                | 「海岸線のホテル」にザ・タイツメン名義ミック役としてキーボード・コーラス担当。                                                                        |
| 2008年11月15日 | GSワンダーランド・オリジナル・サウンド・トラック | 「海岸線のホテル」にザ・タイツメン名義ミック役としてキーボード・コーラス担当。 「レッゴーよさこい」にザ・タイツメン名義ミック役としてキーボード担当。 |
| 2011年6月22日  | 銀魂BEST2                                        | 「可能性ガール」で参加。 |
| 2014年10月8日  | 機動戦士ガンダムUC COMPLETE BEST                 | 「流星のナミダ」で参加。 |